# Berlin Schlachtensee
Berlin Schlachtensee – przystanek kolejowy Szybkiej Kolei Miejskiej S-Bahn w Berlinie, w Niemczech. Jest usytuowana pomiędzy dzielnicami Nikolassee oraz Zehlendorf, w okręgu administracyjnym Steglitz-Zehlendorf. Posiada 4 kategorię. Znajduje się tu 1 peron. Stacja została otwarta 1 czerwca 1874 roku. Na stacji zatrzymują się pociągi S-Bahn linii S1 na trasie: Berlin-Wannsee – Oranienburg. Tuż obok stacji – po stronie północnej – znajduje się jezioro Schlachtensee.